# XLV Krajowy Festiwal Piosenki Polskiej w Opolu
XLV Krajowy Festiwal Piosenki Polskiej w Opolu odbył się w dniach 13–15 czerwca 2008. Program 45. edycji KFPP został skonstruowany według dotychczasowej formuły (3 dni, konkursy premier, debiutów, Superjedynki i Kabareton). Ostatni dzień zamknął koncert przypominając 45-letnią historię Festiwalu. Nowym elementem były recitale gwiazd rozpoczynające kolejne dni – Maryli Rodowicz, Beaty Kozidrak i Ryszarda Rynkowskiego.
Festiwal transmitowany był na antenie TVP1 a także w internecie na stronach iTVP. Dodatkowe relacje zza kulis prezentowane były tradycyjnie w ramach Studia Festiwalowego na antenie TVP1. Prowadzącymi studio byli Paulina Chylewska, Agnieszka Szulim oraz Radosław Brzózka, który pełnił jednocześnie funkcję rzecznika prasowego 45. KFPP – Opole 2008.

## Koncert „Maryla Show”
- Maryla zadebiutowała w Opolu w 1968 roku, choć nie od razu została zauważona. Przez ostatnie 40 lat wystąpiła na KFPP aż 30 razy zdobywając wiele nagród. W tym roku przypomniała największe hity wybrane z bogatego repertuaru, który prezentuje polskiej publiczności od wielu lat. Artystce – jak zawsze zresztą – udało się zaangażować publiczność do wspólnego śpiewania i doskonałej zabawy. W trakcie recitalu Maryla zmieniała swoje stroje dostosowując je do dekady, z której pochodziły śpiewane piosenki. Nie oznacza to, że piosenkarka znikała w garderobach za kulisami – przebierała się na oczach publiczności.

## Koncert „Premiery 2008”
- W konkursie startują piosenki polskich wykonawców, które nie były wykonywane publicznie przed 14 maja 2008 roku. Występy wykonawców oceniało jury w składzie: Irena Santor, Krystyna Prońko, Zbigniew Wodecki i Jan Kanty Pawluśkiewicz. Zgodnie z tradycją przyznano nagrody: jury, publiczności oraz Nagrodę Główną im. Karola Musioła, o przyznaniu której zadecydowały połączone głosy jury i publiczności.

W tym roku w konkursie wystartowało 10 wykonawców:
1. Biff – „Ślązak” Muzyka: A. Brachaczek, Hrabia Fochmann, J. Kozłowski, M. Pfeif, Tekst: A. Brachaczek, H. Fochmann, J. Kozłowski, M. Pfeif
2. Dorota Miśkiewicz – „Magda, proszę” Muzyka: Dorota Miśkiewicz, Tekst: Dorota Miśkiewicz
3. Leszcze – „Tak się bawi nasza klasa” Muzyka: Adam Wenodt, Tekst: Katarzyna Korzeniewska
4. Tatiana Okupnik – „Kogo kocham” Muzyka: Tatiana Okupnik, Tekst: Tatiana Okupnik
5. Wilki – „Idziemy na mecz” Muzyka: Robert Gawliński, Tekst: Robert Gawliński
6. Kasia Klich – „Porcelana” Muzyka: Kasia Klich, Tekst: Kasia Klich
7. Zakopower – „Bóg wie gdzie” Muzyka: Mateusz Pospieszalski, Tekst: Mateusz Kudasik
8. De Press – „Juhas” Muzyka: Andrzej Dziubek, Tekst: Wanda Czubernatowa
9. Ania Szarmach – „Wybieram Cię” Muzyka: Ania Szarmach, Tekst: Ania Szarmach
10. Kasia Cerekwicka – „Nie ma nic” Muzyka: Kasia Cerekwicka, Łukasz Sztaba, Tekst: Kasia Cerekwicka

Twórcy koncertu: prowadzący Grzegorz Turnau i Andrzej Sikorowski, reżyseria Bolesław Pawica, kierownik muzyczny Marcin Pospieszalski
- Nagrody przyznane w konkursie Premier:
- Nagroda jury – Zakopower
- Nagroda publiczności – Leszcze
- Superpremiera – Zakopower

- Podczas ogłaszania laureata Superpremiery doszło do pomyłki. Nagrodę wręczono początkowo Kasi Cerekwickiej. Po kilku minutach pomyłkę naprawiono: ostatecznie nagroda trafiła w ręce grupy Zakopower.

## Koncert „Debiuty 2008”
- Konkurs „Debiuty” im. Anny Jantar służy promocji młodych wykonawców, którzy nie wydali jeszcze żadnej płyty i nie są znani szerszej publiczności.
- Uczestnicy konkursu śpiewali piosenki Wojciecha Młynarskiego. *Koncert poprowadził wokalista zespołu „Raz, Dwa, Trzy” Adam Nowak. Był on jednocześnie mentorem młodych artystów przygotowując ich do występów wraz z Marcinem Pospieszalskim.
- Aby znaleźć się w finale, uczestnicy musieli przejść dwuetapowe eliminacje. Pierwszy etap odbył się w 5 ośrodkach regionalnych TVP. Drugi etap zorganizowano 10 maja 2008 w Warszawie. Do wyłonionych w ten sposób finalistów dołączyli zwycięzcy programów Przebojowa noc, Szansa na sukces oraz konkursu Miejskiego Ośrodka Kultury w Opolu. O wygranej w koncercie „Debiuty” zadecydowali widzowie w głosowaniu sms-owym. Koncert dedykowany był Wojciechowi Młynarskiemu, który pojawił się na scenie. Odebrał nagrody TVP – Grand Prix za całokształt twórczości oraz Diamentowy Mikrofon Polskiego Radia

. W koncercie wszyscy debiutanci śpiewali jego piosenki.

### Lista wykonawców
- Sandaless – „Przetrwamy”
- Kasia Mirowska – „Lubię wracać tam, gdzie byłem” z repertuaru Zbigniewa Wodeckiego
- Alkaline (laureat konkursu Miejskiego Ośrodka Kultury w Opolu) – „Fruwa twoja marynara” z repertuaru Maryli Rodowicz
- Jola Tubielewicz – „Moje serce to jest muzyk” z repertuaru Ewy Bem
- Jerzy Grzechnik (laureat programu Przebojowa noc) – „Nie ma jak u mamy”
- The Positive – „Taki cud i miód” z repertuaru Danuty Błażejczyk
- Karolina Trębacz-Mazurkiewicz – „Jesienny pan” z repertuaru Krystyny Konarskiej
- Saluminesia – „Och życie, kocham cię nad życie” z repertuaru Edyty Geppert
- Nina Kodorska (laureatka programu Szansa na sukces) – „Moknie w deszczu diabeł” z repertuaru Hanny Banaszak
- Ewa Prus – „Kołysanka Rosemary”

- Twórcy koncertu: reżyseria Wojciech Kościelniak, prowadzący Adam Nowak, kierownik muzyczny Marcin Pospieszalski.

- Nagrody przyznane w konkursie Debiuty:
- Nagroda Główna im. Anny Jantar – Jerzy Grzechnik
- I wyróżnienie – Nina Kodorska
- II wyróżnienie – Sandaless

## Recital Beaty Kozidrak i Bajmu
- Sobotni wieczór rozpoczął recital Beaty Kozidrak i zespołu Bajm. W 2008 roku obchodzili oni jubileusz 30-lecia pracy twórczej. Przeboje zaprezentowane na scenie zagrzały opolską publiczność do świetnej zabawy. Warto przypomnieć, że „Bajm” wystąpił w Opolu m.in. w 1978 zajmując II miejsce z piosenką „Piechotą do lata”. Stała się ona ogólnopolskim hitem, który często gości na antenach radiowych także dziś.

## Koncert „SuperJedynki 2008”
- W 2008 roku odbyła się dziewiąta edycja plebiscytu Superjedynki. Artyści walczyli o statuetkę Superjedynki przyznawaną w pięciu kategoriach: debiut roku (fonograficzny), płyta roku, zespół roku, przebój roku, artysta roku (wokalista/wokalistka).
- O wyborze zwycięzców decydowali widzowie i internauci. Podczas koncertu wręczono także super Superjedynkę za najlepszy występ wieczoru – wyboru dokonali widzowie w głosowaniu SMS-owym. 16 czerwca ukazała się kolejna płyta ze składanką superjedynkowych utworów „Superjedynki 2008”.

Lista nominowanych:
Debiut roku: Feel, Joanna Słowińska, Natalia Lesz
Płyta roku: Doda – „Diamond Bitch”, Feel – „Feel”, Janusz Radek – „Dziękuję za miłość”
Zespół roku: Feel, Hey, Zakopower
Przebój roku: Bartek Wrona – „Barwy szczęścia”, Ewelina Flinta & Łukasz Zagrobelny – „Nie kłam, że kochasz mnie”, Feel – „A gdy jest już ciemno”
Artysta roku: Doda, Kasia Nosowska, Łukasz Zagrobelny
Twórcy koncertu: reżyseria Jarosław Minkowicz, prowadzenie Maciej Orłoś i Katarzyna Glinka
- Nagrody w koncercie Superjedynek:
- Debiut roku: Natalia Lesz
- Płyta roku: Feel Feel (wykonano „No pokaż na co Cię stać”)
- Zespół roku: Feel
- Przebój roku: Ewelina Flinta & Łukasz Zagrobelny „Nie kłam, że kochasz mnie”
- Artysta roku: Doda (wykonano „Nie daj się”)
- Superwystęp: Feel „Jak anioła głos"

## Kabareton „(O)polowanie”
- Sobotni wieczór tradycyjnie zakończył kabareton. Wieczór kabaretowy przebiegał pod hasłem „Opolowanie”.
- Prowadzący: Robert Górski, Mikołaj Cieślak i Rafał Zbieć znani z Kabaretu Moralnego Niepokoju.
- Na scenie amfiteatru wystąpili:

1. Ani Mru Mru
2. Neo-Nówka
3. Koń Polski
4. Kabaret pod Wyrwigroszem
5. Paranienormalni
6. kabaret Elita

- Jako support dla polskich artystów wystąpili w charakterze zespołu akompaniującego Ivan Mladek i Banjo Band.
- Twórcy kabaretonu: autorskie prowadzenie Kabaret Moralnego Niepokoju, reżyser Beata Harasimowicz

## Recital Ryszarda Rynkowskiego
- Ryszard Rynkowski pierwszy raz pojawił się w Opolu jako członek grupy VOX w 1979 roku. Pierwszy solowy sukces na opolskiej scenie odniósł w 1989 z piosenką „Wypijmy za błędy”. Tym razem rozpoczął ostatni dzień 45. KFPP – Opole 2008, który stanowił podsumowanie niemal 50-letniej historii festiwalu.

## Koncert „Dobre bo (O)Polskie”
- Koncert „Dobre bo (O)Polskie” przypomniał 45 lat historii Festiwalu. Nie tylko piosenki, ale także modę i anegdoty z tamtych czasów. Wykorzystane były bogate archiwalia z opolskich koncertów zgromadzone w TVP.
- Komentatorami byli dziennikarze Maria Szabłowska i Krzysztof Szewczyk oraz Krzysztof Piasecki i Janusz Rewiński. Prowadzący: Artur Orzech i Justyna Steczkowska.

Lista wykonawców:
1. Irena Jarocka – „Nie wrócą te lata”
2. Ich Troje – „Powiedz”
3. Andrzej Dąbrowski – „Do Zakochania jeden krok”
4. Justyna Steczkowska – „Oko za oko, słowo za słowo”
5. Wojciech Gąssowski – „Gdzie się podziały tamte prywatki”
6. Janusz Radek – „Grande Valse Brillante” z repertuaru Ewy Demarczyk
7. Kasia Cerekwicka – „Na kolana”
8. De Mono – „Miasto nocą”
9. Piotr Szczepanik gościnnie Justyna Steczkowska – „Żółte kalendarze”
10. Stachursky – „Typ niepokorny”
11. Skaldowie – „Prześliczna wiolonczelistka”
12. Urszula Dudziak – „Papaya”
13. Natasza Urbańska
  - „Nie bądź taki szybki bill” z repertuaru Katarzyna Sobczyk i Czerwono-Czarni
  - „Rudy rydz” z repertuaru Violetty Villas
  - „Chłopiec z gitarą” z repertuaru Karin Stanek

- Twórcy koncertu: reżyser Beata Szymańska, współpraca reżyserska Małgorzata Kosturkiewicz, komentatorzy Maria Szabłowska i Krzysztof Szewczyk oraz Krzysztof Piasecki i Janusz Rewiński.

- Nagrody przyznane podczas koncertu „Dobre bo (O)Polskie”:
- Nagroda TVP Polonia Artysta bez Granic – Urszula Dudziak
- Nagroda Dziennikarzy i Fotoreporterów akredytowanych przy 45 KFPP Opole 2008 – Doda
- Nagroda Specjalna Programu 1 TVP „Dobre bo (O)Polskie” – Kasia Cerekwicka

## Efekty specjalne
Twórcy Festiwalu postanowili wykorzystać wiele efektów specjalnych, które nie pojawiły się wcześniej w Polsce podczas żadnego festiwalu ani koncertu. Pierwszy raz w historii wykorzystano na tego typu imprezie scenografię wirtualną. Niektóre elementy graficzne były generowane przez komputery w czasie rzeczywistym, a perspektywa, z której były pokazywane zależała od pozycji specjalnych kamer. Dzięki temu nad opolskim amfiteatrem raz wirowały planety i księżyce, a innym razem rozpościerały się hektary pożółkłych liści. Dodatkowe efekty zapewnił SpiderCam – kamera podwieszona na czterech niezależnych linach, po których mogła poruszać się w dowolnym kierunku sterowana zdalnie przez operatora. Dźwięk realizowany był w technologii Dolby 5.1.

## Transmisja w Internecie
Krajowy Festiwal Polskiej Piosenki jest jedynym, który w całości transmitowany jest równolegle w sieci. Pod adresem opole2008.tvp.pl znajdują się wszelkie informacje dotyczące KFPP, strony głosowania na artystów startujących w poszczególnych konkursach oraz – w czasie imprezy – relacja 'na żywo'.